# 梅诺莫尼 (威斯康辛州)
梅诺莫尼（Menomonie）位于美国威斯康辛州西部，是邓恩县的县治所在。
根据美国人口调查局2000年统计，共有人口14937人，其中白人占93.79%、亚裔美国人占3.21%。
44°52′45″N 91°55′05″W / 44.8792°N 91.9181°W